# Parandrinae
Parandrinae је мала потпородица породице стрижибуба (Cerambycidae), која укључује мали број родова. Врсте ове потпородице изгледом подсећају на јеленке, а одликују их кратке антене и ноге које имају 5 лако уочљивих сегмената. Већина врста насељава тропске регионе.
У Европи је присутна само једна врста из ове потпородице (Parandra (Neandra) brunnea Fabricius, 1798), a у Србији ниједна.

## Родови
Потпородица Parandrinae садржи следеће родове:
- Acutandra
- Birandra
- Erichsonia
- Neandra
- Parandra